# Svjetlosno onečišćenje
Svjetlosno onečišćenje (zagađenje) je promjena razine prirodne svjetlosti u noćnim uvjetima uzrokovana emisijom svjetlosti iz umjetnih izvora svjetlosti. Uzrokuje mnoge štetne pojave poput zdravstvenih problema, narušavanja ekosustava te remećenja astronomskih promatranja. Od 80-ih godina 20. stoljeća razvio se pokret protiv svjetlosnog onečišćenja s ciljem njegova smanjenja. U mnogim državama postoje zakoni koji reguliraju ovu problematiku. Najveće svjetlosno onečišćenje prisutno je u razvijenim industrijskim državama.

## Uzroci svjetlosnog onečišćenja
Svjetlosno je onečišćenje popratna pojava industrijske civilizacije, neadekvatnog planiranja, nedostatka stručnosti i svijesti. Problem prekomjerne rasvjete također je ekonomske prirode, jer se uzalud troši energija koja se plaća.
Umjetna noćna rasvjeta do određene je mjere nužna za sigurnost putnika. Postoje različite potrebe pa tako mala sela nemaju jednake potrebe za noćnom rasvjetom kao velegradovi. Slabo prometne ceste, kojima prometuju samo motorna vozila, a ne i pješaci zahtijevaju manju količinu rasvjete od npr. glavnih cestovnih pravaca, gdje ima puno i pješačkih prijelaza.
Izvori svjetlosnog onečišćenja su: nezasijenjene svjetiljke, nepropisno ugrađene svjetiljke, osvijetljeni reklamni panoi itd. Posebno je štetna uporaba jednosmjerne rasvjete, poput svjetiljki koje svijetle u nebo na isti način kao i u tlo. Za smanjenje svjetlosnog zagađenja važno je, da svjetiljke ne svijetle vodoravno. Vertikalne zrake imaju manje šanse za raspršenje.  

## Štetne posljedice
Svjetlosnim onečišćenjem nepotrebno se troši energija, uzaludan je financijski trošak te nepotrebno dolazi do emisije ugljikovog dioksida (CO2) što šteti okolišu. Prirodni ritam dana i noći potreban je za normalno funkcioniranje većine živog svijeta. Leptiri, ptice, šišmiši, kornjače, kukci i druge vrste koriste zvijezde na nebu za orijentaciju. Neke vrste hrane se noću, a svjetlosno onečišćenje ih ometa u raspoznavanju dana i noći. Pretjerana umjetna svjetlost noću u nekim je ekosustavima ozbiljna prijetnja opstanku vrsta. 
Zbog intenzivne noćne rasvjete zbog koje ptice ne vide orijentir, noćno nebo, ptice postaju dezorijentirane, a sve to rezultira kobnim sudarom s građevinama. Prema riječima hrvatskog astronoma Korada Korlevića problem je zapravo u gubitku ciklusa noć-dan, koji poremeti život noćnim životinjama. Kukci se tada skupljaju oko ulične rasvjete i ošamućeni padaju na tlo, što za posljedicu ima veći broj crnih udovica koje se njima hrane. Tijekom istraživanju u Istri na jednom su raskrižju pronašli više od tri tisuće crnih udovica. Zbog promjena ciklusa dan - noć mravi počinju raditi treću smjenu, ptice se ranije gnijezde, a male kornjače, umjesto u more, krenu prema gradskim izvorima svjetla. I dok su šišmiši, noćni kukci i većina ptica osjetljivi na noćnu rasvjetu, galebi je i gavrani obožavaju. Od nje postanu još agresivniji, brže rastu, nemaju poriv za spavanjem, i po cijelu noć oblijeću gradom u potrazi za hranom.
Prirodna izmjena dana i noći od velike je važnosti za ljudsko zdravlje. Nepotrebno umjetno noćno svjetlo za vrijeme spavanja prekida proizvodnju melatonina, hormona važnog za ljudsko zdravlje. Više istraživanja potvrđuje hipotezu, da smanjena proizvodnja melatonina dovodi do povećanja oboljenja od raka dojke, prostate i debelog crijeva. Poremećaji spavanja su također jedan od glavnih uzroka i simptoma depresije. 
Pretjerani sjaj neba smeta astronomskim promatranjima, koja su važna za znanost i hobi mnogim amaterima. Imaju dugu povijest i veliko značenje u kulturi i tradiciji mnogih naroda. Nezasijenjena svjetlost uzrokuje blještanje i može biti ozbiljna prijetnja sigurnosti na cestama. Također je utvrđeno da stope kriminala nisu povezani s većom ili manjom razninom osvjetljenosti nekog prostora, nego su uzroci zločina uglavnom socijalni. 

## Vanjske poveznice

### Sestrinski projekti
|  | Zajednički poslužitelj ima stranicu o temi Svjetlosno onečišćenje    |
|  | Zajednički poslužitelj ima još gradiva o temi Svjetlosno onečišćenje |

### Mrežna sjedišta
- Ekorasvjeta - građanska inicijativa u borbi protiv svjetlosnog onečišćenja
- Naše nebo - udruga za zaštitu od svjetlosnog onečišćenja
- Pravilnik o zonama rasvjetljenosti, dopuštenim vrijednostima rasvjetljavnaja i načinima upravljanja rasvjetnim sustavima
- Svjetlosno onečišćenje - naš tihi neprijatelj  Arhivirana inačica izvorne stranice od 14. veljače 2011. (Wayback Machine) (hrv.)
- Svjetlosno onečišćenje (hrv.)
- Zašto bi se itko obazirao na zagađenje svjetlom? (hrv.)
- http://www.darksky.org/ (engl.)